# Adam-lès-Vercel
Adam-lès-Vercel ist eine französische Gemeinde mit 103 Einwohnern (Stand: 1. Januar 2022) im Département Doubs in der Region Bourgogne-Franche-Comté.

## Geographie
Adam-lès-Vercel liegt auf 666 m über dem Meeresspiegel, vier Kilometer nordöstlich von Valdahon und etwa 29 km ostsüdöstlich der Stadt Besançon (Luftlinie). Das Straßenzeilendorf erstreckt sich im Jura, am östlichen Rand des Plateaus von Valdahon, dem sogenannten ersten Plateau des Juras, am Fuß des Höhenrückens des Mont de Goux.
Die Fläche des 3,19 km² großen Gemeindegebiets umfasst einen Abschnitt des französischen Juras. Der nordwestliche Teil des Gebietes wird vom nur schwach reliefierten Hochplateau von Valdahon eingenommen, das durchschnittlich auf 650 m liegt. Es ist überwiegend von Acker- und Wiesland, teils auch von Wald bestanden. Das Plateau besitzt keine oberirdischen Fließgewässer, weil das Niederschlagswasser im verkarsteten Untergrund versickert. Nach Südosten erstreckt sich das Gemeindeareal auf den bewaldeten Höhenrücken des Mont de Goux und erreicht im Grand Bois et Viard mit 818 m die höchste Erhebung von Adam-lès-Vercel.
Nachbargemeinden von Adam-lès-Vercel sind Vercel-Villedieu-le-Camp im Norden und Osten, Épenoy im Süden sowie Chevigney-lès-Vercel im Westen.

## Geschichte
Im Mittelalter gehörte Adam-lès-Vercel zur Herrschaft Vercel. Zusammen mit der Franche-Comté gelangte das Dorf mit dem Frieden von Nimwegen 1678 an Frankreich. Seit 1998 ist Adam-lès-Vercel Mitglied des 44 Ortschaften umfassenden Gemeindeverbandes Communauté de communes du Pays de Pierrefontaine-Vercel.
Am 1. Januar 2009 erfolgte eine Änderung der Arrondissementszugehörigkeit der Gemeinde. Bislang zum Arrondissement Besançon gehörend, kam Adam-lès-Vercel gemeinsam mit den anderen Gemeinden des Kantons zum Arrondissement Pontarlier.

## Sehenswürdigkeiten
Adam-lès-Vercel besitzt ein Waschhaus und eine Tränke aus dem 18. Jahrhundert.

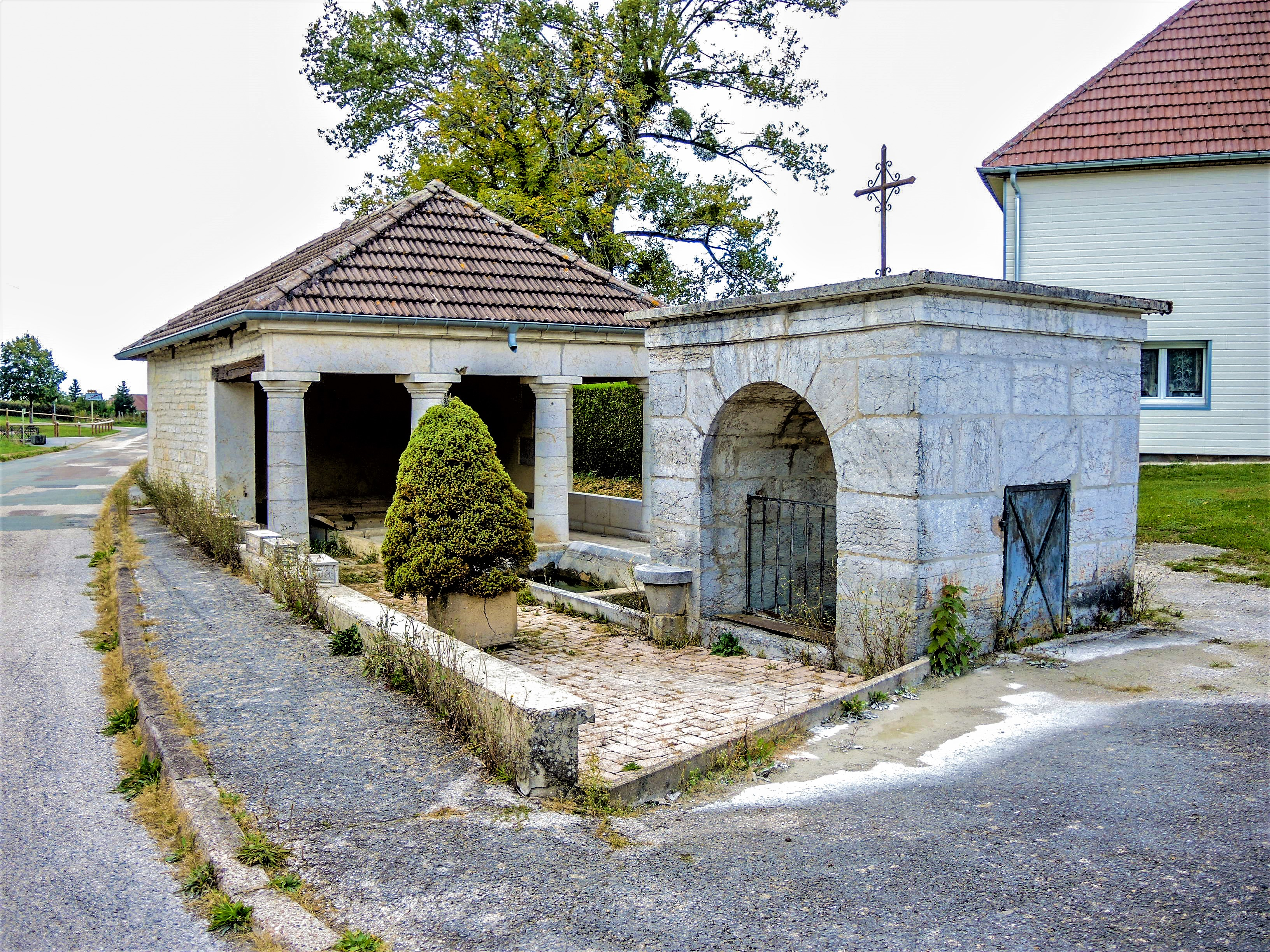
Waschhaus und Tränke

## Bevölkerung
| Jahr                       | 1881 | 1962 | 1968 | 1975 | 1982 | 1990 | 1999 | 2006 | 2016 |
| Einwohner                  | 101  | 67   | 62   | 47   | 53   | 65   | 67   | 83   | 102  |
| Quellen: Cassini und INSEE |      |      |      |      |      |      |      |      |      |

Mit 103 Einwohnern (1. Januar 2022) gehört Adam-lès-Vercel zu den kleinsten Gemeinden des Département Doubs. Nachdem die Einwohnerzahl in der ersten Hälfte des 20. Jahrhunderts deutlich abgenommen hatte – 1881 wurden noch 101 Personen gezählt –, wurde seit Mitte der 1970er-Jahre wieder ein leichtes Bevölkerungswachstum verzeichnet.

## Wirtschaft und Infrastruktur
Adam-lès-Vercel war bis weit ins 20. Jahrhundert hinein ein vorwiegend durch die Landwirtschaft (Ackerbau, Obstbau und Viehzucht) und die Forstwirtschaft geprägtes Dorf. Noch heute leben die Bewohner zur Hauptsache von der Tätigkeit im ersten Sektor. Außerhalb des primären Sektors gibt es keine Arbeitsplätze im Dorf. Viele Erwerbstätige sind auch Wegpendler, die in den umliegenden größeren Ortschaften ihrer Arbeit nachgehen.
Die Ortschaft liegt abseits der größeren Durchgangsstraßen nahe einer Departementsstraße, die von Valdahon nach Baume-les-Dames führt. Eine weitere Straßenverbindung besteht mit Épenoy.